# Integrálsinus

Graf funkce Si(x) pro 0 ≤ x ≤ 8 π.

Integrálsinus je matematický pojem označující funkci definovanou jako integrál
{\displaystyle \operatorname {Si} \,x=\int _{0}^{x}{\frac {\sin t}{t}}dt=x-{\frac {x^{3}}{3\cdot 3!}}+{\frac {x^{5}}{5\cdot 5!}}-{\frac {x^{7}}{7\cdot 7!}}+\cdots },
který není vyjádřitelný pomocí elementárních funkcí. Řada byla získána prostým integrováním mocninné řady pro {\displaystyle {\frac {\sin x}{x}}} člen po členu. V bodě {\displaystyle x=0} má funkce hodnotu 0.
Z tvaru mocninné řady je zřejmé, že jde o funkci lichou. Pro {\displaystyle x>0} má extrémy v bodech {\displaystyle n\pi }, kde {\displaystyle n} je přirozené číslo, přičemž lichým {\displaystyle n} odpovídají maxima a sudým minima.
Pomocí reziduové věty lze vypočítat, že
{\displaystyle \lim _{x\to \infty }\operatorname {Si} \,x=\int _{0}^{\infty }{\frac {\sin t}{t}}dt={\frac {\pi }{2}}}